# Petr V. Portugalský
Petr V.  (16. září 1837, Lisabon – 11. listopad 1861, Lisabon; celým jménem  Pedro de Alcântara Maria Fernando Miguel Rafael Gonzaga Xavier João António Leopoldo Vítor Francisco de Assis Júlio Amélio de Saxe-Coburgo-Gotha e Bragança), zvaný Nadějný byl prvorozený syn portugalského královského páru Marie II. a Ferdinanda II. a v letech 1853 až 1861 32. portugalským králem a prvním z dynastie Braganza-Sasko-Koburg-Gotha.

## Biografie

### Původ, mládí
Petr se narodil 16. září 1837 jako prvorozený syn z jedenácti dětí portugalské královny Marie II. a jejího manžela Ferdinanda II. Jeho otec Ferdinand se mohl stát králem právě až po narození budoucího následníka trůnu.
Petrovi, mladíkovi neobyčejného intelektu, se dostalo dobrého vzdělání. Byl hluboce nábožensky založen až se sklony k mystice. Nebyl pevného zdraví.

### Král
Petr se stal králem po smrti své matky Marie v roce 1853 jako Petr V. Jelikož byl v té době teprve šestnáctiletý, vládl za něj následující dva roky jako regent jeho otec král-manžel Ferdinand II.; Petr v té době cestoval po různých zemích Evropy. Vlády se ujal s dosažením plnoletosti 16. září roku 1855.

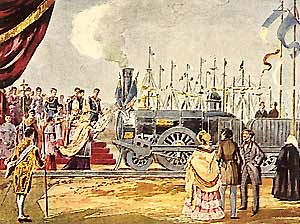
Otevření první železniční trati Lisabon-Carregado v Portugalsku.

Portugalsko bylo sužováno epidemiemi nakažlivých nemocí - v roce 1853 a 1856 to byla epidemie cholery, na přelomu let 1856/1857 byl Lisabon zasažen katastrofální epidemií žluté zimnice. Na rozdíl od mnoha šlechticů a majetných lidí, kteří si mohli dovolit odjet z nebezpečného města, Petr v Lisabonu zůstal, finančně podporoval a navštěvoval nemocnice a dával nemocným útěchu, aniž by si připouštěl nebezpečí nákazy. Díky tomuto nesobeckému, obětavému přístupu a odvaze vzrostla nesmírně mezi lidmi popularita mladého panovníka, který byl zván „o rei santo (svatý král“.
Dom Pedro byl veden svým otcem k práci pro svou zemi a pod jeho vedením realizoval radikální modernizaci portugalského státu a jeho infrastruktur. Významnou roli za jeho vlády hrál ministr financí Avila. Za jeho panování byly budovány silnice, železnice (v roce 1856 první trať Lisabon-Carregado) a telegrafy; za jeho vlády vzniklo pravidelné spojení mezi Portugalskem a Angolou; zavedl v zemi metrický systém; dělal vše pro ozdravění ekonomiky, zvláště po neúrodě a zkáze vinic v 60. letech. Snažil se rovněž dělat vše pro zdraví obyvatel včetně stavby nemocnic a charitativních institucí. Přes řadu opatření a zlepšení však to byla královská rodina a král sám, koho v tomto směru nepříznivá situace v zemi krutě zasáhla.

### Manželství

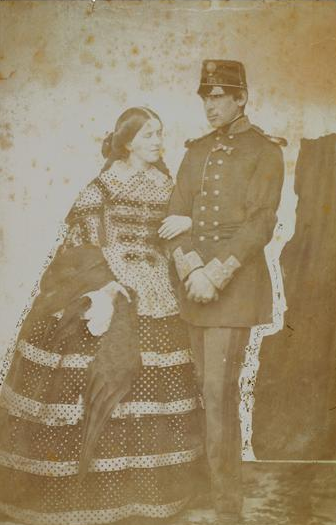
Petr V. s manželkou, autorem fotografie je český umělec Václav Cífka

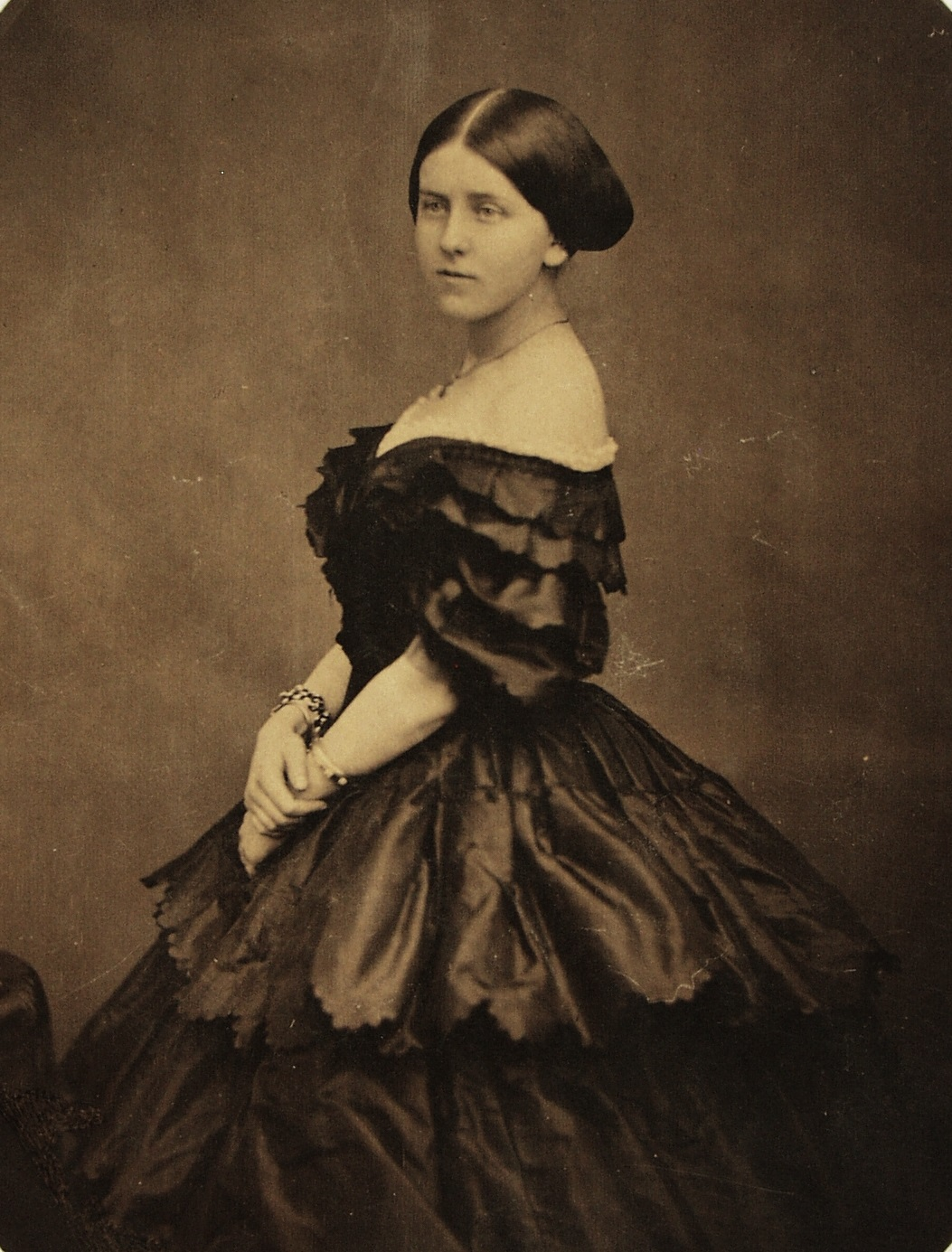
Manželka krále Petra V. Stefanie von Hohenzollern-Sigmaringen

V prosinci roku 1857 se Petr v Düsseldorfu zasnoubil a 18. května následujícího roku 1858 se oženil s princeznou Stefanií von Hohenzollern-Sigmaringen, dcerou Karla Antona von Hohenzollern-Sigmaringen a jeho manželky Josefíny Bádenské. Jejich šťastné manželství však trvalo pouhý rok. 17. července roku 1859 Stefanie zemřela na záškrt, což mladého krále uvrhlo do hluboké deprese, jež ho do jeho předčasné smrti neopustila. Po její smrti založil – na základě jejího přání – v Lisabonu nemocnici doni Stefanie.
Jejich manželství vzhledem ke krátkému trvání zůstalo bezdětné a následníkem trůnu se stal jeho mladší bratr Ludvík.

### Předčasná smrt
V roce 1861 podnikl král cestu po Portugalsku, opět zasaženém epidemií horečnaté nemoci. Tentokrát však nákaze neunikl a on a dva jeho mladší bratři, infant Jan a infant Ferdinand, se během cesty onemocněli. Nejdříve – 6. listopadu – zemřel Ferdinand, o pět dní později, 11. listopadu, ho následoval sám Petr ve věku 24 let. Šest týdnů po něm, 27. prosince, podlehl nemoci i třetí bratr Jan.
Protože se Pedro V. po smrti své předčasně zesnulé manželky Stefanie znovu neoženil a neměl potomků, na trůn po něm nastoupil jeho mladší bratr Ludvík (1838–1889).

## Tituly
- 1837–1853: Jeho královský výsost Petr, královský princ, vévoda z Braganzy, vévoda z Barcelos, hrabě Guimarães
- 1853–1861: Jeho nejvěrnější Veličenstvo Petr V. král Portugalska a Algarve